# Кур'янов Сергій Миколайович
Сергі́й Микола́йович Кур'я́нов (1990—2024) — матрос Сил спеціальних операцій Збройних сил України, учасник російсько-української війни.

## Життєпис
Народився 4 квітня 1990 в Дергачах, Харківська область. Закінчив Дергачівський ліцей № 3.
До початку повномасштабної війни працював слюсарем на місцевому підприємстві «САНОІЛ».
Восени 2022 року долучився до ЗСУ. Мав спеціальність механіка-рульового взводу плавзасобів, був матросом 73-го морського центру спеціальних операцій.
Загинув 28 лютого 2024 року у боях на Тендрівській косі. Похований у рідному місті на Алеї Слави Семенського кладовища.
17 травня 2024 посмертно нагороджений орденом «За мужність» ІІІ ступеня.
Залишились донька, якій на момент загибелі тата було 7 років, колишня дружина, сестра та племінниця.